# Mîrne, Melitopol
Mîrne (în ucraineană Мирне) este o așezare de tip urban din raionul Melitopol, regiunea Zaporijjea, Ucraina. În afara localității principale, nu cuprinde și alte sate.

## Demografie
Componența lingvistică a așezării de tip urban Mîrne
     Rusă (63,9%)
     Ucraineană (35,17%)
     Alte limbi (0,58%)
Conform recensământului din 2001, majoritatea populației așezării de tip urban Mîrne era vorbitoare de rusă (63,9%), existând în minoritate și vorbitori de ucraineană (35,17%).